# لنارت بونکه
لنارت بونکه (سوئدی: Lennart Bunke; ۳ آوریل ۱۹۱۲ – ۱۷ اوت ۱۹۸۸) بازیکن فوتبال اهل سوئد بود.
از باشگاه‌هایی که در آن بازی کرده‌است می‌توان به باشگاه فوتبال هلسینگبورگس اشاره کرد.
وی همچنین در تیم ملی فوتبال سوئد بازی کرده‌است.